# Иванов, Фёдор Константинович
Фёдор Константинович Иванов (род. 20 мая 2002, Санкт-Петербург) — российский легкоатлет. Чемпион России и Игр БРИКС. Специализируется на барьерном беге.
Фёдор Иванов родился 20 мая 2002 года в Санкт-Петербурге. В детстве занимался футболом, но в 2012-м перешёл в легкую атлетику. Первым тренером Иванова была Светлана Бордукова. Позже переехал в Москву. Тренируется у Татьяны Есиповой.

### Спортивная карьера
На юниорском уровне Иванов дебютировал в 2017 году на Европейском юношеском Олимпийском фестивале в Венгрии, но в призёры не попал.
В 2019 году на первенстве России в Челябинске установил рекорд России в беге на 400 метров с барьерами — 50.83 секунды.
2021 год начал с победы на зимнем чемпионате страны до 20 лет в беге на 400 метров. В июне Иванов выступил уже на взрослом чемпионате страны. На 400-метровке с барьерами он показал лучшее время, завоевав золото. Через месяц представлял Россию на чемпионате Европы среди юниоров в Эстонии, однако не смог пробиться в финал.
В 2023 году выиграл второе золото чемпионата России, а в 2024-м завоевал первую международную медаль, победив в барьерном беге на 400 метров на Играх БРИКС.
На чемпионате России 2024 года выиграл золото в беге на 400 метров с барьерами.
| Сезон | Город        | Дисциплина             | Место |
| ----- | ------------ | ---------------------- | ----- |
| 2021  | Чебоксары    | 400 метров с барьерами | 1     |
| 2022  | Чебоксары    | 400 метров с барьерами | 3     |
| 2023  | Челябинск    | 400 метров с барьерами | 1     |
| 2024  | Екатеринбург | 400 метров с барьерами | 1     |